# Dielheim
Dielheim è un comune tedesco di 8 876 abitanti, situato nel land del Baden-Württemberg.